# Daniel James
Pour les articles homonymes, voir James.
Daniel James, né le 10 novembre 1997 à Beverley (Angleterre), est un footballeur international gallois qui joue au poste d'attaquant ou d'ailier à Leeds United.

## Biographie

### Carrière en club
Formé à Hull City, Daniel James rejoint les équipes de jeunes de Swansea City lors de l'été 2014.
Le 30 juin 2017, il est prêté pour une saison à Shrewsbury Town. Il est cependant renvoyé à Swansea deux mois plus tard, faute d'avoir trouvé sa place dans l'effectif de Shrewsbury lors des premiers matchs de la saison.
Le 6 février 2018, James fait ses débuts professionnels sous le maillot de Swansea City à l'occasion d'un match de Coupe d'Angleterre contre Notts County. Il se distingue en inscrivant le dernier but des Swans, qui s'imposent 8-1. Cette rencontre est la seule disputée par James durant la saison 2017-2018.
Régulièrement titularisé lors de la saison suivante, le milieu de terrain gallois inscrit son premier but en championnat face à Norwich City le 24 novembre 2018 (défaite 1-4).
Le 7 juin 2019, Manchester United annonce avoir trouvé un accord de principe avec Swansea City pour le transfert de Daniel James. Le Gallois s'engage officiellement pour cinq ans avec les Red Devils cinq jours plus tard.
Le 11 août 2019, Daniel James participe à son premier match avec Manchester United en entrant en cours de jeu lors de la première journée de Premier League face à Chelsea. Sept minutes après son entrée en jeu, il inscrit le quatrième but des siens, qui s'imposent 4-0.
Après 2 ans avec le club mancunien il est transféré à Leeds United.

### En sélection
Daniel James joue plusieurs matchs lors des éliminatoires du championnat d'Europe espoirs sous le maillot du pays de Galles.
Le 20 novembre 2018, il honore sa première sélection avec le pays de Galles lors d'un match amical face à l'Albanie (défaite 1-0).
Le 24 mars 2019, James marque son premier but en sélection à l'occasion d'une rencontre comptant pour les éliminatoires de l'Euro 2020 contre la Slovaquie (1-0).
Le 9 novembre 2022, il est sélectionné par Rob Page pour participer à la Coupe du monde 2022.
Le 26 mars 2024, lors du barrage final de qualification au championnat d'Europe 2024 face à la Pologne (score 0-0, tab 4-5), Daniel James rate l'ultime tir au but de la rencontre (arrêté par Wojciech Szczęsny), privant le pays de Galles d'une place à l'Euro.

## Statistiques

### Statistiques détaillées
| Saison                | Club                  | Championnat           | Championnat | Championnat | Championnat | Coupe nationale | Coupe nationale | Coupe nationale | Coupe de la Ligue | Coupe de la Ligue | Coupe de la Ligue | Compétition(s) continentale(s) | Compétition(s) continentale(s) | Compétition(s) continentale(s) | Compétition(s) continentale(s) | Barrages | Barrages | Barrages | Pays de Galles | Pays de Galles | Pays de Galles | Total | Total | Total |
| Saison                | Club                  | Division              | M.          | B.          | P.d.        | M.              | B.              | P.d.            | M.                | B.                | P.d.              | Comp.                          | M.                             | B.                             | P.d.                           | M.       | B.       | P.d.     | M.             | B.             | P.d.           | M.    | B.    | P.d.  |
| 2017-2018             | Swansea City          | Premier League        | -           | -           | -           | 1               | 1               | 0               | -                 | -                 | -                 | -                              | -                              | -                              | -                              | -        | -        | -        | -              | -              | -              | 1     | 1     | 0     |
| 2018-2019             | Swansea City          | Championship          | 33          | 4           | 7           | 4               | 1               | 1               | 1                 | 0                 | 0                 | -                              | -                              | -                              | -                              | -        | -        | -        | 4              | 1              | 0              | 42    | 6     | 8     |
| Sous-total            | Sous-total            | Sous-total            | 33          | 4           | 7           | 5               | 2               | 1               | 1                 | 0                 | 0                 | -                              | -                              | -                              | -                              | -        | -        | -        | 4              | 1              | 0              | 43    | 7     | 8     |
| 2019-2020             | Manchester United     | Premier League        | 33          | 3           | 6           | 3               | 0               | 0               | 4                 | 0                 | 0                 | C3                             | 6                              | 1                              | 0                              | -        | -        | -        | 6              | 1              | 1              | 52    | 5     | 7     |
| 2020-2021             | Manchester United     | Premier League        | 15          | 3           | 1           | 1               | 0               | 0               | 1                 | 0                 | 0                 | C1+C3                          | 2+7                            | 1+1                            | 0+0                            | -        | -        | -        | 4              | 0              | 0              | 30    | 5     | 1     |
| 2021-2022             | Manchester United     | Premier League        | 2           | 0           | 0           | 0               | 0               | 0               | 0                 | 0                 | 0                 | C1                             | 0                              | 0                              | 0                              | -        | -        | -        | 0              | 0              | 0              | 2     | 0     | 0     |
| Sous-total            | Sous-total            | Sous-total            | 50          | 6           | 7           | 4               | 0               | 0               | 5                 | 0                 | 0                 | -                              | 15                             | 3                              | 0                              | -        | -        | -        | 10             | 1              | 1              | 84    | 10    | 8     |
| 2021-2022             | Leeds United          | Premier League        | 32          | 3           | 3           | 1               | 0               | 0               | 2                 | 0                 | 0                 | -                              | -                              | -                              | -                              | -        | -        | -        | 14             | 1              | 2              | 49    | 4     | 5     |
| 2022-2023             | Leeds United          | Premier League        | 3           | 0           | 0           | -               | -               | -               | 1                 | 0                 | 0                 | -                              | -                              | -                              | -                              | -        | -        | -        | -              | -              | -              | 4     | 0     | 0     |
| 2023-2024             | Leeds United          | Championship          | 40          | 13          | 7           | 2               | 0               | 1               | 1                 | 0                 | 0                 | -                              | -                              | -                              | -                              | 3        | 0        | 0        | 2              | 0              | 1              | 48    | 13    | 9     |
| 2024-2025             | Leeds United          | Championship          | 32          | 10          | 9           | 1               | 0               | 0               | 0                 | 0                 | 0                 | -                              | -                              | -                              | -                              | 0        | 0        | 0        | 4              | 1              | 1              | 37    | 11    | 10    |
| Sous-total            | Sous-total            | Sous-total            | 107         | 26          | 19          | 4               | 0               | 2               | 4                 | 0                 | 0                 | -                              | 0                              | 0                              | 0                              | 3        | 0        | 0        | 20             | 2              | 3              | 138   | 28    | 24    |
| 2022-2023             | Fulham FC (prêt)      | Premier League        | 20          | 2           | 0           | 3               | 1               | 0               | -                 | -                 | -                 | -                              | -                              | -                              | -                              | -        | -        | -        | 10             | 1              | 0              | 33    | 4     | 0     |
| Sous-total            | Sous-total            | Sous-total            | 20          | 2           | 0           | 3               | 1               | 0               | 0                 | 0                 | 0                 | -                              | 0                              | 0                              | 0                              | -        | -        | -        | 10             | 1              | 0              | 33    | 4     | 0     |
| Total sur la carrière | Total sur la carrière | Total sur la carrière | 210         | 38          | 33          | 16              | 3               | 2               | 10                | 0                 | 0                 | -                              | 15                             | 3                              | 0                              | 3        | 0        | 0        | 52             | 7              | 5              | 306   | 51    | 40    |

### Buts internationaux
| 0 | Date             | Lieu                                          | Adversaire  | Résultat | Compétition             |
| - | ---------------- | --------------------------------------------- | ----------- | -------- | ----------------------- |
| 1 | 24 mars 2019     | Cardiff City Stadium, Cardiff, Pays de Galles | Slovaquie   | 1-0      | Éliminatoires Euro 2020 |
| 2 | 9 septembre 2019 | Cardiff City Stadium, Cardiff, Pays de Galles | Biélorussie | 1-0      | Match amical            |

## Palmarès

### En club
- Vice-champion d'Angleterre en 2021
- Finaliste de la Ligue Europa en 2021
- Champion de Championship en 2025

### Distinctions individuelles
- Membre de l'équipe-type de D2 anglaise en 2025 (EFL Awards)[15].